# 慕容虔 (後燕)
慕容 虔（ぼよう けん、生年不詳 - 406年）は、五胡十六国時代の後燕の人物。昌黎郡棘城県の出身。後燕の皇帝慕容宝の子。

## 生涯
399年12月、博陵公に封じられた。
402年1月、尚書左僕射に任じられた。
406年5月、謀叛の嫌疑で上党公慕容昭とともに賜死された。

## 家系

### 父
- 慕容宝

### 兄弟
- 慕容盛 - 庶長子、字は道運
- 慕容会 - 庶次子
- 慕容元 - 第四子、字は道光
- 慕容策 - 嫡子、字は道符
- 慕容淵
- 慕容敏
- 慕容昭
- 高雲 - 慕容宝の養子

### 姉妹
- 慕容氏 - 第四女、北魏の皇帝拓跋珪にとついだ